# فيودور خيتروك
فيودور كهتروك (بالروسية: Фёдор Саве́льевич Хитру́к; ولد في 1 مايو 1917 - 3 ديسمبر 2012) هو واحد من أكثر المخرجين والرسامين المؤثرين في الرسوم المتحركة الروسية. ولد في تفير في الامبراطورية الروسية، وجاء إلى موسكو لدراسة التصميم الجرافيكي في كلية الفنون التطبيقية لOGIS. تخرج في عام 1936 وبدأ العمل في عام 1938 مع سويز مولتفيلم.

## روابط خارجية
- فيودور خيتروك على موقع IMDb (الإنجليزية)
- فيودور خيتروك على موقع أول موفي (الإنجليزية)
- فيودور خيتروك على موقع قاعدة بيانات الأفلام السويدية (السويدية)
- فيودور خيتروك على موقع قاعدة بيانات الفيلم (الإنجليزية)
- فيودور خيتروك على موقع كينوبويسك (الروسية)